# Maxi Priest
Maxi Priest (født 10. juni 1962) er en engelsk reggae-sanger. Maxi Priest stammer fra Jamaica.